# Prairie de la Rencontre
Pour un article plus général, voir Vol de l'aigle.
La prairie de la Rencontre est un lieu historique de France situé en Isère, au sud de Grenoble, le long de la route Napoléon. Le lieu est l'un des vingt-cinq sites naturels classés du département de l'Isère.

## Histoire
C'est à cet endroit que Napoléon, de retour d'exil à l'île d'Elbe, et le 5e régiment d'infanterie, venu à sa rencontre sur ordre du général Marchand pour l'arrêter dans son avancée dans la reconquête du pouvoir, se font face le 7 mars 1815 sur les rivages du Grand lac de Laffrey.

## Monuments
L'évènement est commémoré par une statue équestre de Napoléon.
De manière fortuite, le contour des bois situés sur les pentes occidentales du Grand Serre, montagne située de l'autre côté du lac à l'est, dessinent par paréidolie dans les alpages la silhouette d'une aigle impériale.

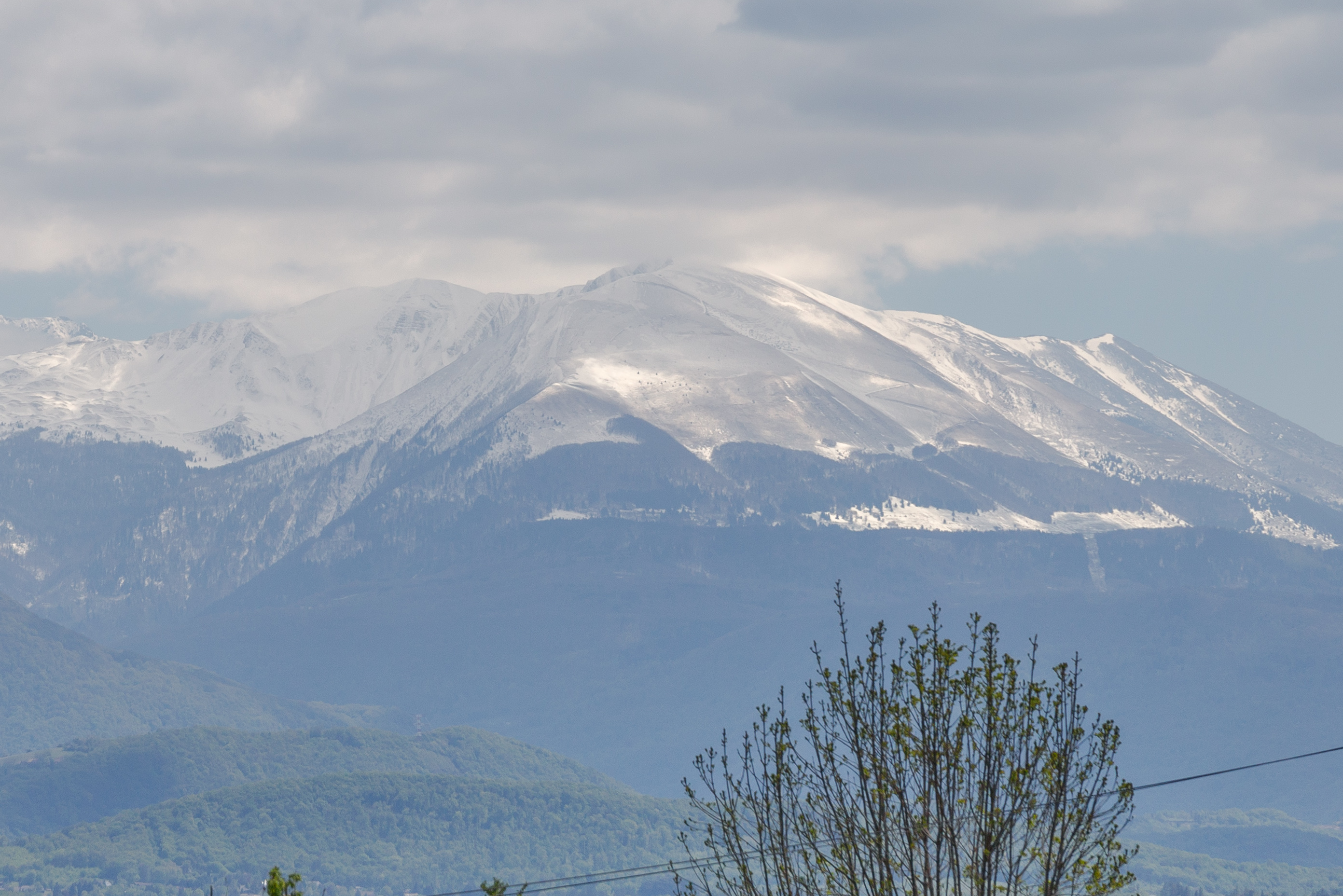
Vue depuis les hauteurs de Seyssinet-Pariset en banlieue de Grenoble au nord-ouest du Grand Serre dont les pentes enneigées mettent en évidence la paréidolie de l'aigle impériale dans les bois au-dessus de la prairie de la Rencontre.